# Wielka Wola (gromada)
Wielka Wola – dawna gromada, czyli najmniejsza jednostka podziału terytorialnego Polskiej Rzeczypospolitej Ludowej w latach 1954–1972.
Gromady, z gromadzkimi radami narodowymi (GRN) jako organami władzy najniższego stopnia na wsi, funkcjonowały od reformy reorganizującej administrację wiejską przeprowadzonej jesienią 1954 do momentu ich zniesienia z dniem 1 stycznia 1973, tym samym wypierając organizację gminną w latach 1954–1972.
Gromadę Wielka Wola siedzibą GRN w Wielkiej Woli utworzono – jako jedną z 8759 gromad na obszarze Polski – w powiecie rawskim w woj. łódzkim, na mocy uchwały nr 37/54 WRN w Łodzi z dnia 4 października 1954. W skład jednostki weszły obszary dotychczasowych gromad Dąbrówka, Dzielnica, Gaj, Mała Wola, Wielka Wola i Annów (z wyłączeniem przysiółka Annów) ze zniesionej gminy Czerniewice oraz obszary leśnictw Potok i Suchawa z dotychczasowej gromady Glina ze zniesionej gminy Rzeczyca w tymże powiecie. Dla gromady ustalono 15 członków gromadzkiej rady narodowej.
Gromadę zniesiono 31 grudnia 1959, a jej obszar włączono do gromady Czerniewice.